# Canadian Airlines
Canadian Airlines International Ltd. або Canadian Airlines — велика канадська авіакомпанія, другий за величиною після Air Canada, Штаб-квартира  авіакомпанії Калгарі, Канада.
За даними статистичних звітів авіакомпанія Canadian Airlines в р. 1996 пасажирів, маючи власну маршрутну мережу в більше ніж 160 пунктів призначення в  17 країнах на п'яті континентах світу, при цьому компанія виконувала рейси в 105 аеропортів Канади, маючи найбільше маршрутне розклад всередині країни у порівнянні з іншими авіаперевізниками.
Авіакомпанія закрила 1999 фінансовий рік з доходом приблизно  3 млрд  доларів США, а в р. 2001 було поглинена національною авіакомпанією Канади Air Canada.

## Історія
В р. 1987 Авіакомпанія Canadian Airlines International Ltd була  утворена як дочірній підрозділ холдингу.
«PWA Corporation» (згодом — «Canadian Airlines Corporation») шляхом злиття п'яти незалежних авіаперевізників Canadian Pacific Airlines, Eastern Provincial Airways, Nordair й Pacific Western Airlines.
В р. 1989 холдинг PWA Corporation приєднав до складу об'єднаної компанії шостого перевізника  Wardair, було називала  Canadian Airlines.
Головними транзитними вузлами (хабами) авіакомпанії були Торонто-Пірсон Міжнародний аеропорт, Калгарський міжнародний аеропорт, Міжнародний аеропорт Ванкувер та Монреальський міжнародний аеропорт імені П'єра Еліота Трюдо.
Після спаду на світовому ринку повітряних перевезень в р. 1991 керівництво Canadian Airlines провело масштабну оптимізацію своєї операційної діяльності і реструктуризацію фінансових активів, витративши на це понад 700 млн доларів США.
В р. 1996  президент і  генеральний директор компанії  Кевін Бенсон представив нову стратегію розвитку авіакомпанії, націлену на зниження операційних витрат і підвищення її прибутковості.  План черговий реструктуризації повинен був здійснюватися поетапно протягом наступних чотирьох років і головним чином складався з постійного контролю за витратами всіх підрозділів компанії, підвищення доходної частини бюджету, капіталізації та оновлення парку повітряних суден. В стратегії  Бенсона немаловажне місце приділялася освіті спільно з авіакомпаніямиQantas, American Airlines і British Airways глобального авіаційного альянсу пасажирських перевезень Oneworld.
Реалізація плану реструктуризації діяльності авіакомпанії почалася хорошими темпами, проте, внаслідок економічного спаду на ринках Азії Canadian Airlines була змушена різко скоротити регулярні рейси на азійському напрямку, які на той момент були найбільш вигідними маршрутами і приносили компанії істотний прибуток.
Авіакомпанія мала власну бонусну програму заохочення часто літаючих пасажирів Canadian Plus до кінці 1990 роках була однією з найбільших у світі програм з партнерськими відносинами з більш ніж 60 іноземними авіакомпаніями, безліччю готелів, компаніями з оренди і прокату автомобілів та іншими фінансовими і транспортними партнерами.  На початок 2000 року Canadian Plus налічувала більше трьох мільйонів своїх постійних членів.

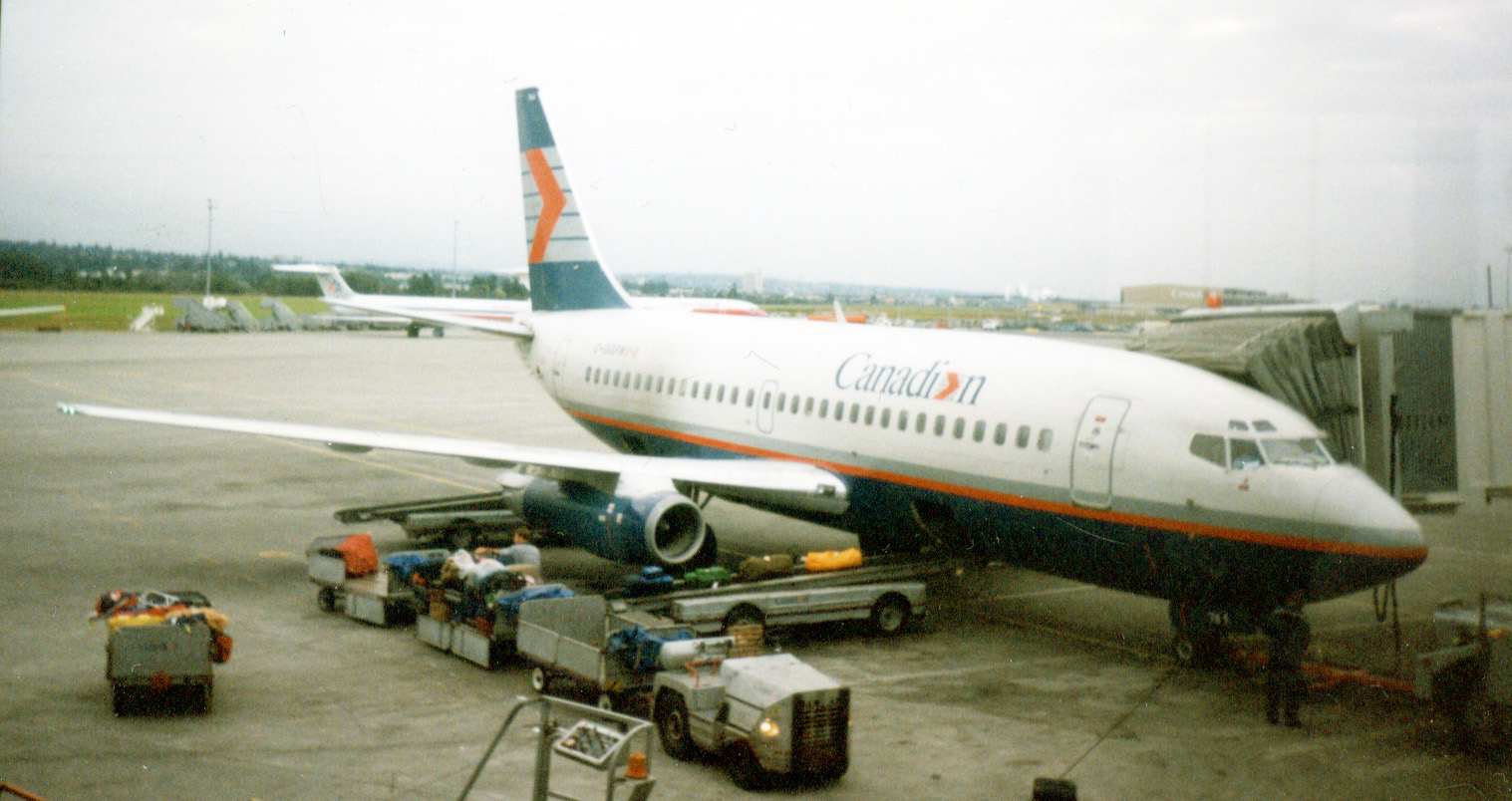
Boeing 737 авіакомпанії Canadian Airlines в Міжнародний аеропорт ім. Макдональд-Картьє

Наприкінці 2000 р.  Canadian Airlines знову вийшла на азійський ринок авіаперевезень і істотно розширила свою присутність в ньому відкрити вісім маршрутів в різні країни, включаючи міжнародні аеропорти  Малайзії і Філіппін.  Все це дозволило авіакомпанії зайняти лідируючу позицію в Азії серед інших канадських авіаперевізників.
Основний упор подальшого розширення керівництво Canadian Airlines робило на зміцненні позицій у Міжнародному аеропорту Ванкувера і перетворенні його в свій головний транзитний шлюз між Північною Америкою і Азій.
Не останню роль в реалізації даної моделі грало партнерство по альянсу "Oneworld" з магістральною авіакомпанією США American Airlines.
Незважаючи на наявність потужної маршрутної мережі на внутрішніх і міжнародних напрямах, велике число постійних клієнтів і амбітні плани керівництва, авіакомпанія не змогла впоратися із завданням зниження операційних витрат, в р. 2000 вийшла на передбанкротний стан і була придбана флагманським авіаперевізником Канади, Air Canada.
Як претенденти крім "Air Canada" виступали багато інших авіакомпаній, у тому числі і американська American Airlines, що була головною зацікавленою стороною у придбанні канадського перевізника.
Однак, оскільки American Airlines вже володіла 25 % акцій Canadian Airlines і по канадському законодавству частка участі іноземної компанії в 25 відсотків є максимумом, в угоді з придбання Canadian Airlines американської компанії було відмовлено. Генеральний директор American Airlines, раніше очолював Canadian Pacific Airlines та Air Canada, спробував піти іншим шляхом і зробив спробу придбати контрольний пакет акцій в об'єднаній авіакомпанії "Air Canada", щоб потім перевести її з конкуруючого альянсу Star Alliance в Oneworld.
В результаті невдалого лобіювання у федеральному уряді ідеї щодо ослаблення обмеження на участь іноземного капіталу у власності канадських авіакомпаній American Airlines була змушена продати свою частку в Air Canada і залишитися з нереалізованими ідеями захоплення великого сегменту ринку авіаперевезень в Північній Америці.

## Флот
На момент злиття з Air Canada повітряний флот авіакомпанії Canadian Airlines становили 163 літака наступних типів:
- Airbus A320
- Boeing 737—200, 200-ELR й 200-Combi
- Boeing 767-300ER
- Boeing 747—400 и Combi
- McDonnell Douglas DC-10-30
- Fokker F28-1000
- British Aerospace J-31
- DeHavilland Canada Dash 8-100 and 300
- Beech 1900-D
- ATR-42

## Пасажирські салони
Пасажирські салони літаків авіакомпанії Canadian Airlines
комплектувалися трьома класами комфортності:
- Перший клас (літер F)
- Бізнес-клас (літер J)
- «Канадський» клас (літер Y),

по суті є аналогом економічного класу в інших авіакомпаніях.
Сервіс Першого класу надавався тільки на широкофюзеляжних реактивних літаках, сервіс Бізнес — тільки на реактивних літаках міжнародних ліній.

## Зали підвищеної комфортності
Пасажирам - членам бонусної програми «Canadian Plus» надавалися послуги залів очікування підвищеної комфортності (які називалися Empress Lounge), розташованих в наступних аеропортах Канади і за кордоном:
- Калгарський міжнародний аеропорт
- Аеропорт Едмонтон Сіті-Сентер й Едмонтон міжнародний аеропорт
- міжнародний аеропорт Галіфакс Стенфілд
- Монреальський міжнародний аеропорт імені П'єра Еліота Трюдо й  Монреаль-Мірабель Міжнародний аеропорт
- Міжнародний аеропорт ім. Макдональд-Картьє (Оттава)
- міжнародний аеропорт Сан-Франциско
- Торонто-Пірсон Міжнародний аеропорт, Термінала 3
- Міжнародний аеропорт Ванкувер
- міжнародний аеропорт імені министра Пистарини, Буенос-Айрес, Аргентина
- міжнародний аеропорт Мехіко
- міжнародний аеропорт Ріо-де-Жанейро/Галеан, таБразилія
- міжнародний аеропорт Сан-Паулу/Гуарульос, Бразилія
- міжнародний аеропорт Дон Міанг, Бангкок, Таїланд
- Столичний аеропорт Пекіна
- міжнародний аеропорт Гонконг
- міжнародний аеропорт Нагоя
- Міжнародний аеропорт Тайвань Таоюань, Тайбей, Китай (Тайвань)
- міжнародний аеропорт Наріта, Токіо, Японія
- Аеропорт Окленд
- Аеропорт Сідней
- міжнародний аеропорт Франкфурт
- міжнародний аеропорт Лондон Хітроу
- Міланський аеропорт Мальпенса, Мілан, Італія
- міжнародний аеропорт імені Шарля де Голля, Париж, Франція
- міжнародний аеропорт імені Леонардо да Вінчі, Рим, Італія